# 翼茎阔苞菊
翼茎阔苞菊（学名：Pluchea sagittalis）为菊科阔苞菊属下的一个种。

## 扩展阅读
- 維基物種上的相關：翼茎阔苞菊